# 68 a.C.
Il 68 a.C. (LXVIII a.C. in numeri romani) è un anno  del I secolo a.C.

## Eventi
- Ostia viene saccheggiata dai pirati, il porto dato alle fiamme e la flotta ivi ormeggiata distrutta.

## Nati
- 13 aprile - Gaio Cilnio Mecenate, politico romano († 8 a.C.)

## Morti
- Huo Guang, politico cinese
- Lucio Cecilio Metello, politico romano (n. 130 a.C.)